# Rack 'Em
Rack 'Em is een computerspel dat werd ontwikkeld door Artech Digital Entertainments en uitgegeven door Accolade. Het spel kwam in 1988 uit voor de Commodore 64 en DOS. Twee spelers kunnen tegen elkaar biljarten.
Er zijn vijf verschillende spelmodi selecteerbaar: Snooker, pool, 8-ball, 9-ball en Bumper Pool (de laatste heeft een ingebouwde editor). Verder is er een trick shot-modus, waardoor de foto's kan opslaan op de harde schijf.

## Ontvangst
| Beoordeeld door | Platform     | Datum         | Score |
| --------------- | ------------ | ------------- | ----- |
| Zzap!           | Commodore 64 | februari 1989 | 74%   |
| Power Play      | Commodore 64 | januari 1989  | 45%   |